# Dora Andres
Dora Andres (* 17. April 1957) ist eine Schweizer Politikerin (FDP), die bis 2006 aktiv war.

## Politischer Werdegang
1992 wurde Dora Andres in den Gemeinderat Brienz gewählt. 1994 schaffte sie den Sprung ins Berner Kantonsparlament, den Grossen Rat. 1997 wurde sie Präsidentin der FDP Frauen des Kantons Bern. 1998 wurde sie in die kantonale Regierung gewählt.
Sie war acht Jahre lang Regierungsrätin des Kantons Bern (19. April 1998 bis 31. Mai 2006). Sie leitete die Polizei- und Militärdirektion. 2000/2001 präsidierte sie den Regierungsrat.
Im Asylwesen fällte sie Entscheide, welche ihr den Ruf einer Hardlinerin eintrugen. In ihre Regierungszeit fiel zudem die Verschmelzung der städtischen mit der kantonalen Polizei zu «Police Bern».
Nach ihrer Regierungszeit präsidierte sie von 2009 bis 2017 den Schweizer Schiesssportverband, den mit rund 175'000 Mitgliedern drittgrössten Sportverband der Schweiz.

## Beruflicher Werdegang
Nach der Verkehrsschule in Bern arbeitete Dora Andres als Betriebsdisponentin bei den SBB. 1985 bis 1988 liess sie sich zur Betriebsökonomin ausbilden. 1986 bis 1992 amtete sie als Verkehrsdirektorin in Brienz, danach gründete sie eine eigene Unternehmung für Beratung, Organisation und Schulung.
Dora Andres gründete 2007 eine Dienstleistungsfirma und ist deren Mitinhaberin. Daneben ist sie u. a. Verwaltungsratspräsidentin der Wasserverbund Region Bern AG.